# Associazione Sportiva Sora 1934-1935
Questa pagina raccoglie i dati riguardanti  l'Associazione Sportiva Sora nelle competizioni ufficiali della stagione 1934-1935.

## Rosa
| N. |                   | Ruolo | Calciatore       |
| -- | ----------------- | ----- | ---------------- |
|    | Italia (bandiera) | D     | Carlo Alberghini |
|    | Italia (bandiera) | D     | Astorre Armaroli |
|    | Italia (bandiera) | C     | Bonzi            |
|    | Italia (bandiera) | D     | Antonio Ciocci   |
|    | Italia (bandiera) | C     | Lino Cristini    |
|    | Italia (bandiera) | A     | Augusto Meucci   |

| N. |                   | Ruolo | Calciatore        |
| -- | ----------------- | ----- | ----------------- |
|    | Italia (bandiera) | D     | Renato Novelli    |
|    | Italia (bandiera) | C     | Pacca             |
|    | Italia (bandiera) | P     | Luigi Palestini   |
|    | Italia (bandiera) | A     | Pasquale Pedrani  |
|    | Italia (bandiera) | D     | Francesco Riviera |
|    | Italia (bandiera) | A     | Aldo Ulissi       |